# تايلور سميث (لاعب غولف)
تايلور سميث (بالإنجليزية: Taylor Smith)‏ هو لاعب غولف أمريكي، ولد في 28 يونيو 1968 في بينساكولا في الولايات المتحدة، وتوفي في 21 يوليو 2007 في هيوستن في الولايات المتحدة.

## وصلات خارجية
- تايلور سميث على موقع رابطة لاعبي الغولف المحترفين (الإنجليزية)